# Тао Луна
Тао Луна (Шангај, 11. фебруар 1974), је кинеска спортисткиња која се такмичи у стрељаштву. Велики успех остварила је на Олимпијским играма у Сиднеју када је освојила две медаље, злато ваздушним пиштољем и сребро малокалибарским пиштољен. Такмичила се и у Атлатни четири године касније и заузела 38. место ваздушним пиштољем. На Азијским играма освојила је два злата и два сребра.